# Regionales Schutzgebiet Vista Alegre – Omia
Das Regionale Schutzgebiet Vista Alegre – Omia (span. Área de Conservación Regional Vista Alegre – Omia) befindet sich in der Region Amazonas in Nord-Peru. Das Schutzgebiet wurde am 16. Juni 2018 durch das Dekret D.S. Nº 005-2018-MINAM eingerichtet. Die Regionalregierung von Amazonas ist die für das Schutzgebiet zuständige Behörde. Das Schutzgebiet besitzt eine Größe von 489,45 km². Es dient der Erhaltung einer bewaldeten Höhenregion in der Cordillera Pishcohuanuna, einem Höhenzug der peruanischen Zentralkordillere. Es wird in der IUCN-Kategorie VI als ein Schutzgebiet geführt, dessen Management der nachhaltigen Nutzung natürlicher Ökosysteme und Lebensräume dient.

## Lage
Das Schutzgebiet befindet sich im Osten der Provinz Rodríguez de Mendoza in den Distrikten Omia und Vista Alegre. Es erstreckt sich über die Ostflanke der Cordillera Pishcohuanuna innerhalb des Einzugsgebietes des Río Tonchima (im Oberlauf auch Río Salas genannt), eines Nebenflusses des Río Mayo. Das Gebiet liegt in Höhen zwischen 1360 und 3540 m.

## Ökologie
Von den 39 Säugetierarten im Schutzgebiet sind 6 endemisch. Zu nennen wäre der Gelbschwanz-Wollaffe (Oreonax flavicauda) und der Anden-Nachtaffe (Aotus miconax). Es wurden 168 Vogelarten gezählt, von welchen 10 als endemisch gelten. Hier wäre zu nennen der Peruanerkauz (Xenoglaux loweryi) sowie der vom Aussterben bedrohte Graustirncanastero (Thripophaga berlepschi). Ferner gibt es 13 Froscharten, von welchen 5 nur in der Region vorkommen. Im Schutzgebiet gedeihen 587 Pflanzenarten, davon 47 Orchideen-Arten. 41 Pflanzenarten gelten als endemisch.